# Magliacane
Magliacane est un hameau de Belcastro Marina, lui-même hameau de la commune de Belcastro, en Calabre.

## Toponymie
Le fief de Magliacane prend son nom actuel dès la fin du XVIe siècle. En effet, il s'appelait, du temps des Matera de Cosenza, Migliacane di Belcastro.

## Histoire
La baronnie de Magliacane fut au début une propriété de la famille Matera de Cosenza(au XVIe siècle, Angelo Matera seniore épouse Laura Zazzaro à qui il apporte le fief de Magliacane en dot) puis des Marincola de Catanzaro avant de passer dans les mains de Carlo Mannarino de Petilia Policastro. Celui-ci en vendit un quart au noble Giovan Angelo Poerio en 1648 et le reste à Michele Anania de Zagarise. En 1692, Ottavio De Nobili (1628-1697) acheta le fief de Magliacane qui resta dans la famille De Nobili jusqu'au XXe siècle (le fief de Amendola, situé lui aussi à Belcastro, lui fut assemblé vers 1806) : le dernier feudataire en fut l'écrivain Filippo De Nobili.

### Feudataires
Liste des feudataires de la baronnie de Magliacane :
- Famille Matera de Cosenza
- Famille Marincola de Catanzaro.
- Carlo Mannarino de Petilia Policastro.
- Giovan Angelo Poerio (~ 1648) et Michele Anania de Zagarise.
- Ottavio De Nobili (1628-1697), aussi baron de Staletti.
- Gaetano De Nobili (1659-1732).
- Nicola De Nobili (1721-1741).
- Carlo Luccio De Nobili (1690-1745).
- Gaetano De Nobili (1742-1829), écrivain.
- Felice De Nobili (1749-1816).
- Carlo De Nobili (1777-1831), 1er Maire de Catanzaro, chevalier de Malte, historien et écrivain.
- Filippo De Nobili (1811-1863).
- Carlo De Nobili (1845-1908), écrivain.
- Filippo De Nobili (1875-1962).

## Lieux d'intérêts
Une tour médiéval, la Tour de Magliacane, construite à l'embouchure du fleuve Tacina, est encore visible aujourd'hui bien qu'en état de dégradation.

## Sources
- (it) Cet article est partiellement ou en totalité issu de l’article de Wikipédia en italien intitulé « Magliacane » (voir la liste des auteurs).
- Magliacane, Belcastro
- Le ultime intestazioni feudali in Calabria, de Mario Pellicano Castagna.
- Fondo De Nobili, Bibliothèque municipale Filippo De Nobili.
- Francesco Campennì, La patria e il sangue: città, patriziati e potere nella Calabria moderna, P. Lacaita, 2004 (lire en ligne).
- Vincenzo Napolillo, Famiglie nobili di Cosenza: Memoria storica, Nuova Santelli Edizioni sas, 18 janvier 2014 (lire en ligne).